# Alfons Müller-Wipperfürth
Alfons Müller-Wipperfürth, eigentlich Alfons Müller (* 21. Mai 1911 in Mönchengladbach; † 4. Januar 1986 in Bad Gastein) war ein Herrenmodenfabrikant.

## Leben
Müller war der Sohn des Textilfabrikanten Friedrich Müller und dessen Frau Hennriethe (geborene Umbach). Er absolvierte eine kaufmännische Ausbildung und besuchte unter anderem die Textilfachschule in Mönchengladbach. Am 15. September 1931 übernahm er, mit einem nur geringen Startkapital von rund 900 Mark ausgestattet, den väterlichen Betrieb. Nach einer Insolvenz und der völligen Zerstörung seines Betriebes im Zweiten Weltkrieg baute er eine neue Fertigung in Wipperfürth auf. Bisher hatte er von öffentlichen Aufträgen gelebt und unter anderem schwarze Hosen für die Uniformen der Bediensteten der Bahn und der Post gefertigt. Im neuen Betrieb in einer ehemaligen Munitionsfabrik begann er mit sieben Näherinnen an drei Nähmaschinen eine Herrenhosenfabrikation aufzubauen. Dabei spezialisierte er sich auf Herren-, Knaben-, Berufs- und Sportbekleidung. Die Auftragslage war gut und die Zahl der Beschäftigten wuchs stetig. So wurde die Fertigung im Juli 1953 in den neu erbauten Wipperhof verlagert in dem nun rund 1000 Arbeitskräfte beschäftigt wurden. Er gründete Tochterunternehmen in Frammersbach (Spessart) und Mönchengladbach.
Für den Vertrieb eröffnete Müller bald seine ersten eigenen Geschäfte. Sein Geschäftsprinzip lautete: „Von der Fabrik direkt zum Kunden“. 1951 war er bereits Besitzer von 50 Ladenlokalen, meist in bester Innenstadtlage. 1952 nahm er mit Zustimmung der Stadt und Genehmigung der Regierung den Namen „Müller-Wipperfürth“ an. Anders als seine Konkurrenten betrieb er das bis dahin handwerklich betriebene Schneidergeschäft nach den von Henry Ford entwickelten Produktionsprinzipien. Seine Zuschneidemaschinen waren schon früh im Stande, doppelt so viele Stoffbahnen zuzuschneiden wie die seiner Konkurrenten. Bereits Anfang der 1950er Jahre konnte er in einem Arbeitsgang 300 übereinanderliegende Stoffbahnen zuschneiden. Ende der 1950er Jahre wurden täglich 5000 Hosen, 3600 Sakkos und 1200 Mäntel produziert, so dass er einer der erfolgreichsten Textilunternehmer in Deutschland war.
Sein erstes Werk außerhalb Deutschlands gründete er 1961 im österreichischen Neufelden. Bald kamen auch im belgischen Pepinster und in Alleur (Ans) weitere Werke hinzu. Um seine Verkaufspreise weiterhin niedrig halten zu können, entwickelte er den Plan eines vertikal integrierten Konzerns: Spinnereien und Webereien mussten hinzukommen. Dazu übernahm er Lieferanten, teilweise günstig aus der Konkursmasse. Nach der Übernahme investierte er in modernste Fertigungstechnik und erhöhte die Effizienz. In Wipperfürth richtete er sein Zentrallager ein, von dem alle Geschäfte mit einer eigenen Fahrzeugflotte regelmäßig beliefert wurden. In seinen besten Jahren hatte sein Textilkonzern 18 Fabriken in sechs Ländern mit über 220 Bekleidungsgeschäften und über 8.000 Mitarbeitern; Müller-Wipperfürth war zum so genannten „rheinischen Hosenkönig“ avanciert.
Das Finanzamt forderte von ihm jedoch die Steuernachzahlung von sechs Millionen DM, weil es annahm, dass er bereits verkaufte Waren als unverkäufliche Retouren aus dem Ausland wieder zurücknahm. Nach Ansicht der Steuerfahndung exportierte er zu günstig nach Österreich, um Gewinne ins Ausland zu verschieben. Zeitzeugen gehen davon aus, dass bei einem höheren Verrechnungspreis zwischen seinem deutschen und seinem österreichischen Unternehmen die österreichischen Steuerbehörden ihrerseits gegen ihn wegen Steuerverschiebung ermittelt hätten. Nachdem Müller-Wipperfürth nach einiger Verzögerung sechs Millionen DM Steuern nachzahlte, forderte das Finanzamt weitere fünf Millionen DM. Müller-Wipperfürth verlegte seine Konzernzentrale nach Lugano, leitete sein Unternehmen dadurch, dass er seine Verkaufs- und Werksleiter täglich per Flugzeug zum Rapport nach Lugano bestellte und spaltete sein Unternehmen in eine Aktiengesellschaft auf, die die Fabriken umfasste und eine GmbH, in der die Verkaufsstellen zusammengefasst sind.
Er setzte seinen unternehmerischen Führungsstil auch international fort, indem er im tunesischen Monastir mit deutschen Zuschüssen von zwei Millionen DM ein weiteres Werk gründete, wo er bei äußerst niedrigen Löhnen und zuverlässigen Arbeitskräften sich den Spitznamen „Ben Wipp“ erwarb. Er hatte mit logistischen Problemen zu kämpfen, die nach den für die Subventionierung vorgeschriebenen 1,5 bis 2 Jahren zur Auflösung des Werks führten.

## Flugzeugabsturz
Bei regelmäßigen Inspektionsflügen seines Firmenimperiums überflog Müller-Wipperfürth Deutschland auf dem Weg von Österreich direkt nach Belgien. Probleme mit dem Flugzeug führten am 14. März 1964 zu einem Absturz über einem Haus in der Eifel, bei dem drei Insassen der Maschine starben und er selbst verletzt in das Krankenhaus Mayen eingeliefert wurde. Müller-Wipperfürth behauptete, in die Wirbelschleppe eines Kampfjets geraten zu sein, wohingegen das Luftfahrt-Bundesamt ihm vorwarf, ohne Blindfluglizenz bei Blindflug-Wetterbedingungen geflogen zu sein. Eine Untersuchung des Wracks der noch fast neuen zweimotorigen Beechcraft Queen Air mit dem Kennzeichen HB-GBE ergab schließlich, dass das Höhenleitwerk in 2500 Metern Höhe abgerissen war, weil die Steuerseile offenbar infolge ständiger Überbeanspruchung durch den – bei Mitfliegern für seine waghalsigen Flugmanöver bekannten – Piloten defekt geworden waren. Im Krankenhaus verhaftete ihn die Steuerfahndung und überführte ihn wegen Fluchtgefahr ins Haftkrankenhaus nach Düsseldorf, um der erneuten Steuernachforderung Nachdruck zu verleihen. Gegen eine Kaution von einer Million DM kam er in eine orthopädische Klinik in Köln, von wo er mit dem Flugzeug nach Lugano zurückkehrte und in Raten weitere 10,5 Millionen DM Steuern nachzahlte. Er verlegte seinen Firmensitz nach Belgien. Anfang der 1970er Jahre begann der wirtschaftliche Erfolg nachzulassen. Müller-Wipperfürth galt als höchst misstrauisch gegenüber seinem Umfeld und behielt sich alle Entscheidungen persönlich vor. Die zunehmenden Verluste führten dazu, dass er seit 1974 seine Anteile an die Frankfurter Industrie- und Handelsbank (IHB), seit 1964 war er mit 49 % beteiligt, verkaufen musste. 1978 wurden alle Geschäfte bis auf ein kleines Werk in Neufelden geschlossen und auch alle Tochterunternehmen in Ausland aufgegeben. Auch Umfirmierung und zusätzliche Kredite der Hessischen Landesbank in die Modernisierung konnten die Verkaufsstellen nicht retten. 1981 wurde das letzte schwebende Steuerverfahren eingestellt. 1982 schloss der letzte Laden.

## Privates
In Belgien besaß er bereits das Anwesen château du Joncmesnil in Lambermont bei Verviers, später verfügte er über Domizile in Österreich und Monaco und baute sich gleichzeitig in der Via Matorèll 41 in Montagnola auf der Collina d’Oro unweit von Lugano in der Schweiz eine Villa. Seine ganze private Leidenschaft galt der Fliegerei. Bereits 1955 verfügte er über eine eigene Flugzeugflotte, die dem passionierten Flieger ermöglichte, seine Werke und Geschäfte unangemeldet ständig selbst zu kontrollieren. Da Lugano zu jener Zeit noch nicht über einen Flughafen verfügte, ließ er einen eigenen Flugplatz in Agno bei Lugano anlegen, dem er sein eigenes Hotel „La Perla“ und eine von prominenten Künstlern bewohnte Villensiedlung angliederte. Auch in Frammersbach ließ er einen Flugplatz anlegen, der heute nur mehr für Modellflugzeuge genutzt wird. Bei einem Flugzeugabsturz 14. März 1964 um 15.35 Uhr auf dem Flug von Lüttich (Belgien) nach Linz (Österreich) auf ein Anwesen im Eifel-Dorf Kehrig (Landkreis Mayen) kam Müller-Wipperfürth mit dem Schrecken davon.